# 桑戈德山
桑戈德山是南極洲的山峰，位於葛拉漢地，是詹姆斯羅斯島的南岸，處於福斯特角和傑福德角之間，海拔高度860米，現時由南極條約體系管理。
64°23′S 57°52′W / 64.383°S 57.867°W